# Tenente Laurentino Cruz
Tenente Laurentino Cruz là một đô thị thuộc bang Rio Grande do Norte, Brasil. Đô thị này có diện tích 74,376 km², dân số năm 2007 là 5174 người, mật độ 69,6 người/km².